# Dmitri Constantinovich da Rússia
Dmitri Constantinovich da Rússia (em russo:Димитрий Константинович), (13 de junho de 1860 - 28 de janeiro de 1919) foi um filho do grão-duque Constantino Nikolaevich e primo directo do czar Alexandre III da Rússia.
Teve uma carreira militar e, apesar de nunca ter tido nenhum papel político preponderante na governação russa, foi morto por um esquadrão de fuzilamento na Fortaleza de Pedro e Paulo por pertencer à família Romanov em consequência da Revolução Russa de 1917.

## Primeiros anos
O grão-duque Dmitri Constantinovich nasceu em Strelna no dia 13 de junho de 1860, sendo o terceiro rapaz e quinta criança a nascer do grão-duque Constantino Nikolaevich (filho do czar Nicolau I da Rússia) e da sua esposa, a grã-duquesa Alexandra Iosifovna, nascida princesa Alexandra de Saxe-Altenburgo. Quando Dmitri completou sete anos de idade, a sua educação passou a ser dirigida por Alexis Zelenoy, um oficial que tinha servido juntamente com o seu pai na marinha imperial. As suas lições eam as normais de qualquer grão-duque: Ciência, Aritmética, História Russa e mundial, composições e Geografia que alternava com a aprendizagem de línguas e artes. Além do russo nativo, Dmitri aprendeu francês, alemão e inglês. Tal como todos os descendentes masculinos da família Romanov, Dmitri estava destinado a seguir uma carreira militar. No seu baptizado recebeu o título honorário de coronel-em-chefe.
O pai de Dmitri, Constantino Nikolaevich, era um almirante na marinha russa e esperava que pelo menos um dos seus filhos seguisse as suas pisadas. Com isto em mente, Dmitri recebeu lições de tácticas e gestão marítimas. A sua educação religiosa deixou uma grande impressão nele, tornando-se um homem muito religioso durante toda a sua vida. Como ambos os seus pais eram muito musicais, ele teve aulas de canto e aprendeu a tocar piano e violino. Dmitri era um bom estudante, bem-educado e atento, inteligente e gentil. Era também muito tímido e introvertido, preferindo passar longos minutos a ler junto da mãe do que a seguir os seus irmãos nas actividades normais de crianças.
O casamento dos seus pais era infeliz e Dmitri era ainda uma criança quando o seu pai começou uma nova família com a sua amante, uma bailarina russa, que muito o confundiu. Ele tinha apenas 14 anos quando o seu irmão mais velho, Nicolau Constantinovich, foi deserdado, declarado louco e enviado para o exílio na Ásia Central, depois de ter roubado diamantes de um ícone que a sua mãe tinha no quarto. A grã-duquesa Alexandra Iosifovna fez então com que os seus três filhos mais novos (Constantino de 16, Dmitri de 14 e Viacheslav de 12 anos) prometer que nunca beberiam, nunca se entregariam a uma vida de indulgência e que nunca se esquecessem de que todos os privilégios que tinham com a sua riqueza e posição deveriam ser utilizados para ajudar os outros e não para seu próprio favor. Criado nestas condições, os grão-duques Constantinovich mais novos tornaram-se em homens pensativos e sérios. Com 15 anos, Dmitri, juntamente com o seu irmão mais novo Viacheslav foi integrado como cadete a bordo do Kadetski. Juntos, os dois irmãos, passaram pelos desafios da vida marítima. Durante as suas navegações de treino pelo golfo da Finlândia, eles passaram o seu tempo a investigar, fazer de vigia e a liderar os restantes cadetes.
Em 1877, o jovem Dmitri de 17 anos fez a sua primeira aparição pública oficial como membro da família imperial, juntando-se ao seu tio Alexandre II da Rússia e aos primos Sérgio e Paulo numa viagem até ao sul da Rússia no período que se seguiu à Guerra Russo-Turca de 1877-1878. Contudo Dmitri desapontou os desejos do seu pai quando decidiu deixar a sua carreira na Marinha para se juntar ao Exército. Aproveitando uma pausa que tirou da vida no mar devido a uma doença, ele pediu permissão ao seu pai para o deixar juntar-se ao exército. Foi um golpe duro para Constantino ver o seu terceiro filho consecutivo a deixar a marinha, mas Dmitri insistiu e, com a ajuda da sua mãe, conseguiu deixar a sua anterior carreira para se juntar ao regimento da guarda em 1879.
Tal como os seus pais, Dmitri era muito musical, tendo uma paixão particular por música sacra russa. Mais tarde ele cantaria com frequência no coro da capela de Strelna, no Palácio de Mármore e no Convento de Pokrovsky em Kiev. Ele levava o dever muito a sério e era um critico ávido do sistema que levava membros da família imperial a altas posições sem qualquer experiência, apenas devido ao seu título. Era um crente ferrenho de que as promoções apenas se deveriam suceder se fossem merecidas.
Extremamente tímido, Dmitri preferia evitar a sociedade abrindo apenas excepções para participar em serões de Verão na casa do seu primo, o grão-duque Pedro, onde era um convidado bem-recebido. A esposa de Pedro, a grã-duquesa Militsa, tocava piano enquanto Dmitri era persuadido a juntar-se a ela cantando canções tradicionais russas.

## Carreira militar
No dia 1 de junho de 1880, Dmitri Constantinovich foi nomeado para servir o seu tio Alexandre II da Rússia. Seis meses mais tarde, após completar o treino inicial da infantaria, o grão-duque recebeu o posto de Tenente no regimento de guardas a cavalo. Ficaria no regimento por doze anos como oficial júnior e, mais tarde, como comandante.
A partir daí teve uma carreira de sucesso nos anos que se seguiram. Dmitri era um dos membros mais altos da família Romanov, conhecida pela altura quase monstruosa dos seus homens. Apesar de ser considerado também um dos mais belos da família, permaneceu solteiro durante toda a vida. Ele era adorado por todos, especialmente pelos seus pequenos sobrinhos e sobrinhas com quem brincava e conversava durante horas. Era particularmente próximo dos filhos do seu irmão Constantino. O seu sobrinho, o príncipe Gabriel Constantinovich, descreveu-o como “uma pessoa maravilhosa e bondosa” que era quase um segundo pai para ele e para os irmãos.
Durante o reinado de Nicolau II, Dmitri foi promovido a Major-General do seu regimento, mas não gostou do seu novo posto. Até então a sua única tarefa tinha sido lidar com cavalos, mas a sua timidez impedia-o de fazer o mesmo com os oficias. Mais tarde seria novamente promovido a um posto cuja função era percorrer a Rússia à procura dos melhores cavalos para o exército. Ele gostou da sua nova posição, mas teve de se retirar devido ao facto de estar a perder a visão rapidamente.

## Reforma
A reforma do grão-duque permitiu-lhe dedicar-se sem reservas à sua paixão por cavalos. Dmitri criou um centro equestre na quinta de Dubrovsky, nos arredores da aldeia de Mirgord, na província de Poltava. Em 1911, Dmitri tornou-se presidente da Sociedade Imperial de Corridas de Cavalos e foi nomeado presidente honorário da Sociedade Russa para o Cuidado e Protecção de Animais. No Outono de 1913 inaugurou a Exposição Imperial Russa de Cavalos em Kiev, bem como a primeira Competição Russa de Desporto, uma espécie de Jogos Olímpicos.
Com o tempo, Dmitri começou a retirar-se frequentemente para a Crimeia onde aproveitou os últimos dias de paz da Dinastia Romanov com longos passeios ao longo das costas do mar Negro. Em 1907 ele tinha comprado algum terreno em Gaspara, na Crimeia, e no ano seguinte patrocinou a construção de Kichkine (pequena joia), uma villa construída apenas com materiais brancos. Foi aí que o grão-duque se refugiou, sem desconfiar que os seus dias de paz seriam em breve abruptamente interrompidos.
A mãe de Dmitri morreu em 1911. No seu funeral, a visão cada vez mais fraca do grão-duque tornou-se em cegueira temporária. No final da cerimónia, quando tentou beijar o ícone que a sua mãe segurava nas mãos, Dmitri falhou o local onde estava o caixão por completo e caiu dos degraus com grande alarido, já que as suas medalhas cerimoniais embateram no chão. Os seus parentes correram para o ajudar, mas ele levantou-se rapidamente como se nada tivesse acontecido.

## Primeira Guerra Mundial
Quando a Primeira Guerra Mundial rebentou, Dmitri não ficou surpreendido uma vez que já esperava uma invasão alemã há muito tempo. Durante este período ele estava quase cego, por isso não pôde participar activamente nos combates, contentando-se em treinar cavalos para o exército.
Durante a crise na monarquia, ele não se quis envolver em política, dizendo que não era a sua função dar conselhos não solicitados a Nicolau II. Em 1917, apesar dos tempos conturbados, decidiu comprar uma mansão em Petrogrado onde vivia com a sobrinha Tatiana que tinha perdido o marido durante a guerra.

## Revolução e prisão
Depois da Revolução Russa de 1917, Dmitri foi obrigado tal como todos os outros membros da família a apresentar-se à Checa, a polícia política do novo regime que lhe ofereceu a escolha de três cidades como destino de exílio. Ele escolheu a que ficava mais próxima de Petrogrado. No exílio ocupou dois quartos da casa de um mercador da cidade. Partilhou um com o coronel Korochentzov enquanto que a sua sobrinha Tatiana e os filhos ficaram no outro. Nenhum deles tinha autorização para abandonar a casa.
No dia 14 de julho de 1918, Dmitri foi separado dos seus companheiros de exílio e enviado para uma outra cidade onde já se encontravam outros membros da família presos. No dia 21 de julho souberam da morte de Nicolau II e da família e temeram o pior para o seu futuro. Nessa noite os prisioneiros foram transferidos novamente para Petrogrado. Na nova prisão foram interrogados exaustivamente e, quando Dmitri perguntou a razão pela qual tinham os membros da família sido presos, o guarda respondeu que estavam a protegê-los das multidões furiosas que os queriam matar.
Um sobrinho de Dmitri, Gabriel Constantinovich, estava preso na cela ao seu lado e recordou que o seu tio tinha pedido toda a alegria que lhe era característica. Fora da prisão muitos familiares tentaram libertá-los, mas sem sucesso. Gabriel, no entanto, adoeceu gravemente e conseguiu ser libertado, fugindo mais tarde do país.

## Fuzilamento

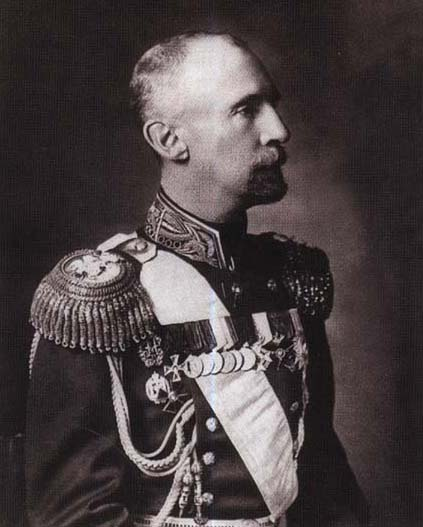
Perfil de Dmitri Constantinovich Romanov.

Não existem testemunhas oculares da execução. O que se sabe é baseado em versões que derivam de rumores e testemunhas em segunda mão. Variam em certos pormenores, algumas são demasiado dramáticas, mas todas têm um fio condutor semelhante.
Às 11:30 da noite de 27 para 28 de janeiro de 1919, os guardas acordaram Dmitri, Jorge Mikhailovich, o seu irmão Nicolau nas suas celas na prisão de Spalernaia, informando-os de que seriam transferidos e que tinham de arrumar os seus pertences. Inicialmente eles assumiram que iriam ser levados para Moscovo. O grão-duque Nicolau Mikhailovich chegou que poderiam ser libertados, mas Jorge Mikhailovich disse-lhe que o mais provável era serem levados para outro local para serem mortos. Todos tiveram consciência de que algo lhes iria acontecer quando, ao saírem, receberam ordens para deixar a sua bagagem.
Os grão-duques foram levados para o lado de fora e empurrados para um camião que já levava outros quatro prisioneiros, bandidos comuns, e seis guardas vermelhos. À 1:20 da manhã o camião deixou a prisão. Foram conduzidos pelas margens do rio até ao Campo de Marte onde o camião avariou. Enquanto o condutor tentava voltar a ligar o camião, um dos condenados tentou fugir e foi morto com um tiro nas costas enquanto corria. O camião voltou a trabalhar outra vez e chegou ao seu destino na Fortaleza de Pedro e Paulo. Os prisioneiros foram empurrados brutalmente do camião até ao bastão de Trubetskoy. Aí receberam ordens para tirar as camisolas e casacos apesar do facto de estarem quase 40 graus abaixo de zero. Na altura eles já não tinham qualquer dúvida sobre o que estava prestes a acontecer e abraçaram-se uns aos outros pela última vez.
Outros soldados apareceram a carregar outra pessoa que os grão-duques reconheceram finalmente como sendo o seu primo Paulo Alexandrovich. Depois os quatro foram acompanhados por um soldado de cada lado até à trincheira que tinha sido cavada nos jardins da Fortaleza. Quando passaram pela catedral de São Pedro e São Paulo onde os seus antepassados estavam enterrados, os grão-duques fizeram o sinal da cruz. Os prisioneiros foram então alinhados atrás da cova onde já havia 13 corpos. Nicolau Mikhailovich, que transportava o seu gato, entregou-o a um soldado a quem pediu para tomar conta dele. Todos os grão-duques enfrentaram a morte com grande coragem. Dmitri e Jorge rezaram em silêncio. O grão-duque Paulo, que estava muito doente, foi morto rapidamente na primeira rajada de tiros que matou também Nicolau e Dmitri. Os tiros do fuzilamento enviaram-nos directamente para a trincheira, juntando-se aos outros corpos na vala comum.
Apesar de os corpos dos outros três grão-duques nunca terem sido encontrados, o de Dmitri foi secretamente retirado da vala comum na manhã seguinte à sua morte pelo seu devoto ajudante, von Leiming, que o cobriu com um cobertor e o levou para um enterro privado no jardim da casa do grão-duque em Petrogado onde permanece até hoje.